# Dennis Muren
Dennis Muren ASC (Glendale, 1 de noviembre de 1946) es un artista y supervisor de efectos especiales de cine estadounidense, reconocido por sus trabajos para directores de cine como Steven Spielberg, James Cameron y George Lucas. Ha sido galardonado con nueve premios Óscar: ocho a los mejores efectos visuales y otro por logros técnicos.

## Primeros años
Nacido en Glendale (California), Muren se interesó muy pronto por la cinematografía y los efectos especiales. Siendo adolescente realizó un corto de ciencia ficción, Equinox, el cual acabaría siendo comprado por la productora Tonylyn y convertido en largometraje aprovechando todo el material rodado por Muren. 

## Carrera
Tras conseguir el grado de asociado, Muren comenzó a trabajar como técnico de efectos especiales a tiempo completo. En 1976 fue contratado por la recién creada Industrial Light & Magic (ILM) de George Lucas, en el seno de la cual colaboró en los rompedores efectos especiales de Star Wars (1977). En 1985 trabajó en el filme de ciencia ficción Captain EO, protagonizado por Michael Jackson y dirigido por Francis Ford Coppola para los parques temáticos de The Walt Disney Company. 
Pionero de las nuevas tecnologías, Muren lideró el paso de ILM desde las maquetas y las miniaturas al CGI —imagen generada por computadora— para la influyente película Terminator 2: el juicio final, dirigida por James Cameron en 1991. La experiencia en esta producción permitió a Muren revolucionar para siempre los efectos digitales, junto a Steve Williams y Mark Dippé, con los dinosaurios de Parque Jurásico, película para la que su director Steven Spielberg quería usar la técnica go motion pero que cambió de idea tras ver un corto de prueba de un Tyrannosaurus rex realizado con CGI.
Su soberbio trabajo en Parque Jurásico influyó en gran parte del cine posterior y convenció a otros grandes cineastas para usar la misma tecnología, como fue el caso de las precuelas de Star Wars de George Lucas, la trilogía de El Señor de los Anillos y King Kong, de Peter Jackson, y las secuelas de la saga de los dinosaurios, como The Lost World: Jurassic Park y Jurassic World.
En 1999 Dennis Muren fue honrado con la inclusión de su nombre en el Paseo de la fama de Hollywood, primer técnico de efectos visuales en conseguir este reconocimiento, y sus nueve premios Óscar lo convierten en la persona viva con más premios de la Academia de Hollywood. Muren también es asesor de Pixar. Sus últimos proyectos acreditados son como supervisor de efectos visuales en las películas  La guerra de los mundos (2005), para la cual lideró a un equipo de técnicos que debió crear complejos efectos durante tres meses de trabajo, y Super 8 (2011). Muren continúa trabajando como asesor sénior de efectos visuales en ILM.
Dennis Muren está casado con Zara Muren, arquitecta paisajista y directora del documental Dream of The Sea Ranch, con la que tiene dos hijos y vive en California.

## Premios y distinciones
Premios Óscar
| Año  | Categoría                | Película                                    | Resultado |
| ---- | ------------------------ | ------------------------------------------- | --------- |
| 1981 | Mejores efectos visuales | El Imperio contraataca*                     | Ganador   |
| 1982 | Mejores efectos visuales | Dragonslayer                                | Nominado  |
| 1983 | Mejores efectos visuales | 'E.T., el extraterrestre                    | Ganador   |
| 1984 | Mejores efectos visuales | El retorno del Jedi*                        | Ganador   |
| 1985 | Mejores efectos visuales | Indiana Jones and the Temple of Doom        | Ganador   |
| 1986 | Mejores efectos visuales | Young Sherlock Holmes                       | Nominado  |
| 1988 | Mejores efectos visuales | El chip prodigioso                          | Ganador   |
| 1989 | Mejores efectos visuales | Willow                                      | Nominado  |
| 1990 | Mejores efectos visuales | The Abyss                                   | Ganador   |
| 1992 | Mejores efectos visuales | Terminator 2: el juicio final               | Ganador   |
| 1994 | Mejores efectos visuales | Parque Jurásico                             | Ganador   |
| 1998 | Mejores efectos visuales | El mundo perdido: Jurassic Park             | Nominado  |
| 2000 | Mejores efectos visuales | Star Wars: Episodio I - La amenaza fantasma | Nominado  |
| 2002 | Mejores efectos visuales | A. I. inteligencia artificial               | Nominado  |
| 2006 | Mejores efectos visuales | La guerra de los mundos                     | Nominado  |

*Premio a un Logro Especial, no un galardón competitivo.